# Hakea orthorrhyncha
Hakea orthorrhyncha är en tvåhjärtbladig växtart som beskrevs av F. Müll.. Hakea orthorrhyncha ingår i släktet Hakea och familjen Proteaceae. Utöver nominatformen finns också underarten H. o. filiformis.